# Moeljanka
De Moeljanka (Russisch: Муля́нка), ook Boven-Moeljanka genoemd, is een rivier in de Kraj Perm, Rusland, die door de stad Perm stroomt en in de Kama uitmondt. De nabijheid van de stad Perm heeft grote invloed op de ecologie van de rivier.

## Geografie
De Moeljanka is 52 km lang, het drainagegebied is 460 km² groot. Het riviertje heeft enkele zijrivieren of liever beken, de grootste is de Pyzh.
De bron ligt enkele tientallen kilometers ten zuiden van Perm. De rivier, die niet bevaarbaar is, stroomt langs de westelijke buitenwijken en het industriegebied van Perm, waar ze uitmondt in de Kama.
Het dorp Verchnije Mully, een van de oudste vestigingen aan de rand van het moderne Perm, ligt langs de oever. Sinds 1958 behoort dit dorp tot het industriële district van Perm.

## Geschiedenis

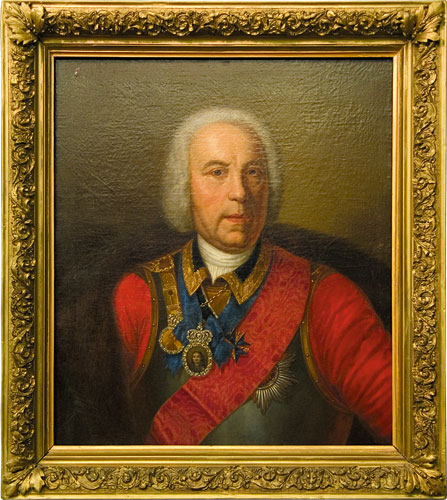
G. W. de Gennin

De naam Moeljanka is waarschijnlijk afgeleid van het Perzische woord "mullah". Onderzoekers van de geschiedenis van Perm leggen een verband met de Tataarse prins Mametkul, die zich rond de tijd van Ivan de Verschrikkelijke in de streek vestigde en imam, of mullah, was. De naam van het dorp Verkhnije Mully verwijst naar zijn oudste zoon, die zich daar vestigde.
In 1722 namen Georg Wilhelm de Gennin, manager van de Oeral Staatsfabrieken, en zijn medewerker Zimmerman, monsters van kopererts langs de oevers van de Moeljanka. Dit leidde ertoe dat de Gennin de Jegosjikha kopersmelterij liet bouwen, waardoor de stad Perm ontstond.

## Ecologie
De Moeljanka wordt bij Perm vervuild door industriële lozingen van veebedrijven, houtzagerijen en de nabijgelegen raffinaderij van LUKoil.
Het water is ongeschikt voor drinkwater of viskweek.

## Afbeeldingen

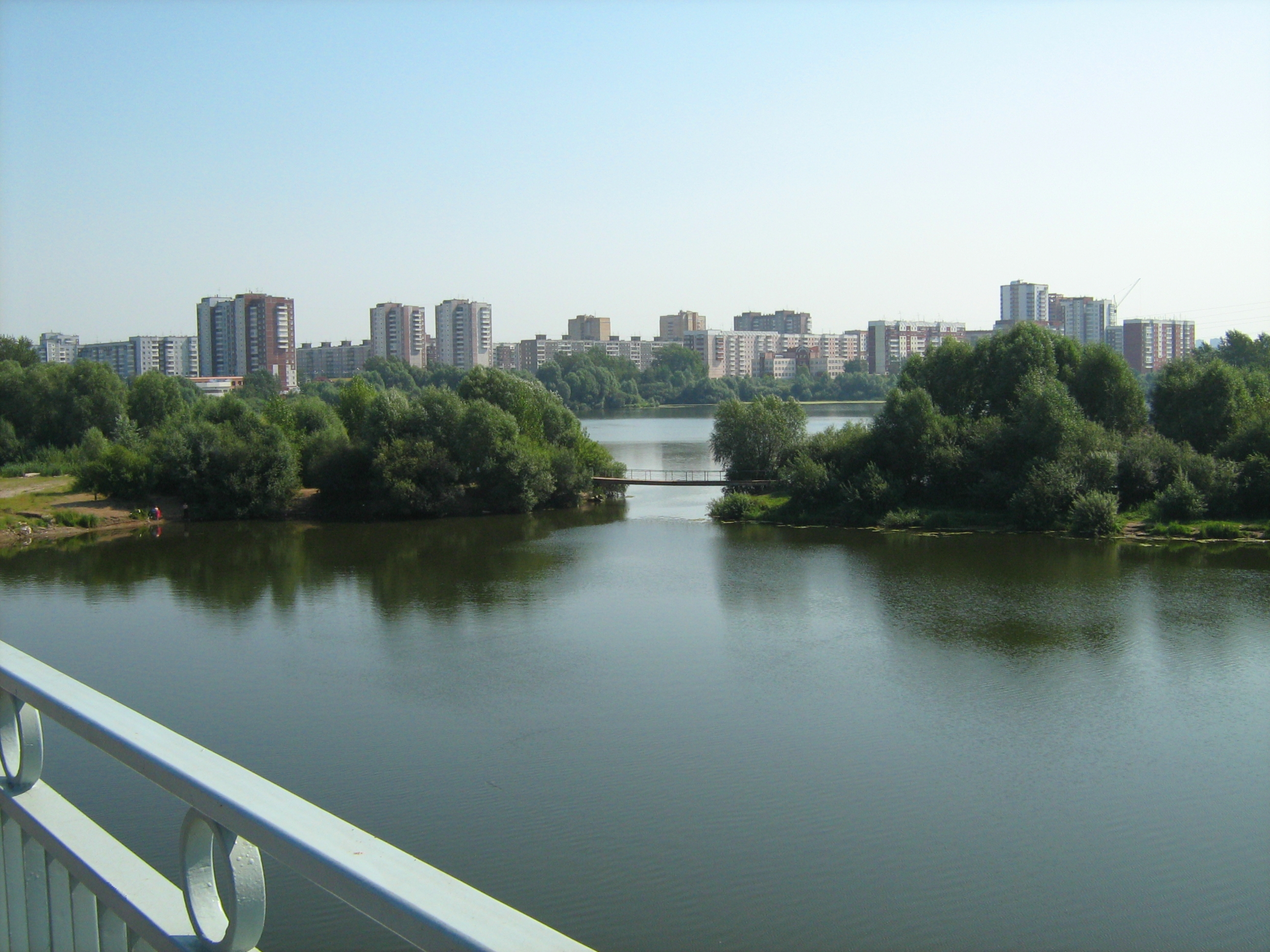
Zicht vanaf de brug bij de Stroitelej-straat
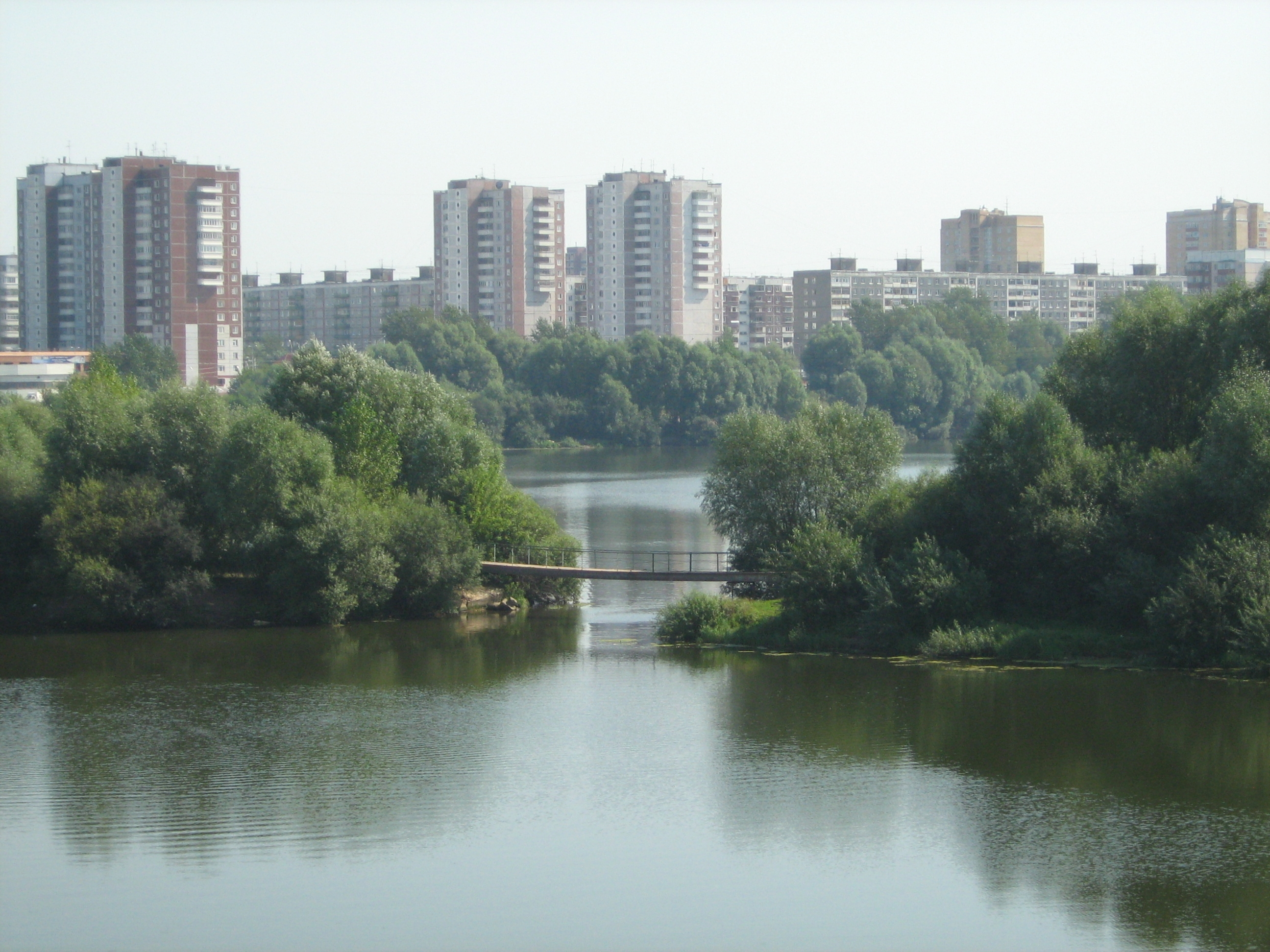
Voetgangersbrug
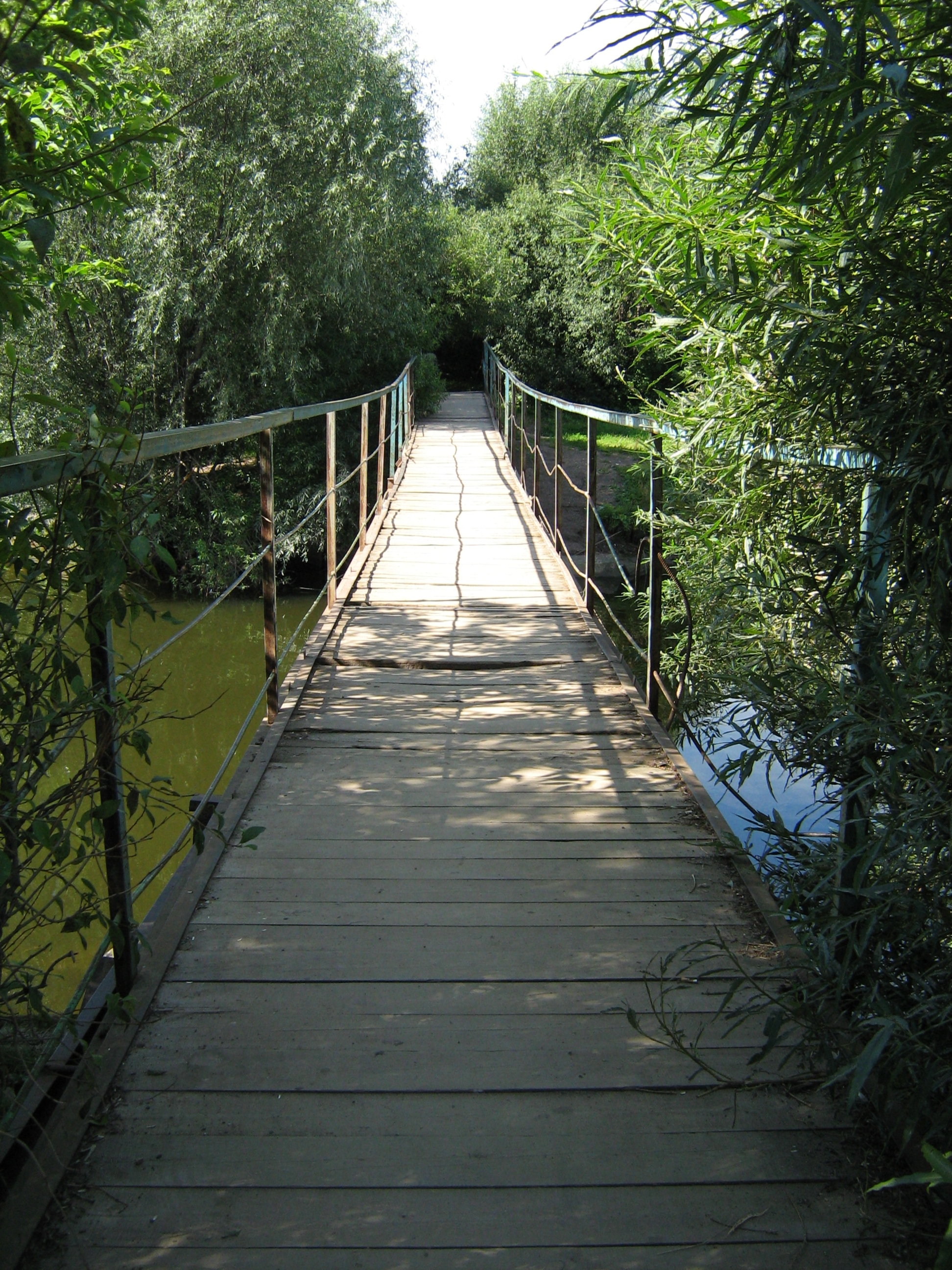
Toegang tot voetgangersbrug vanaf rechteroever
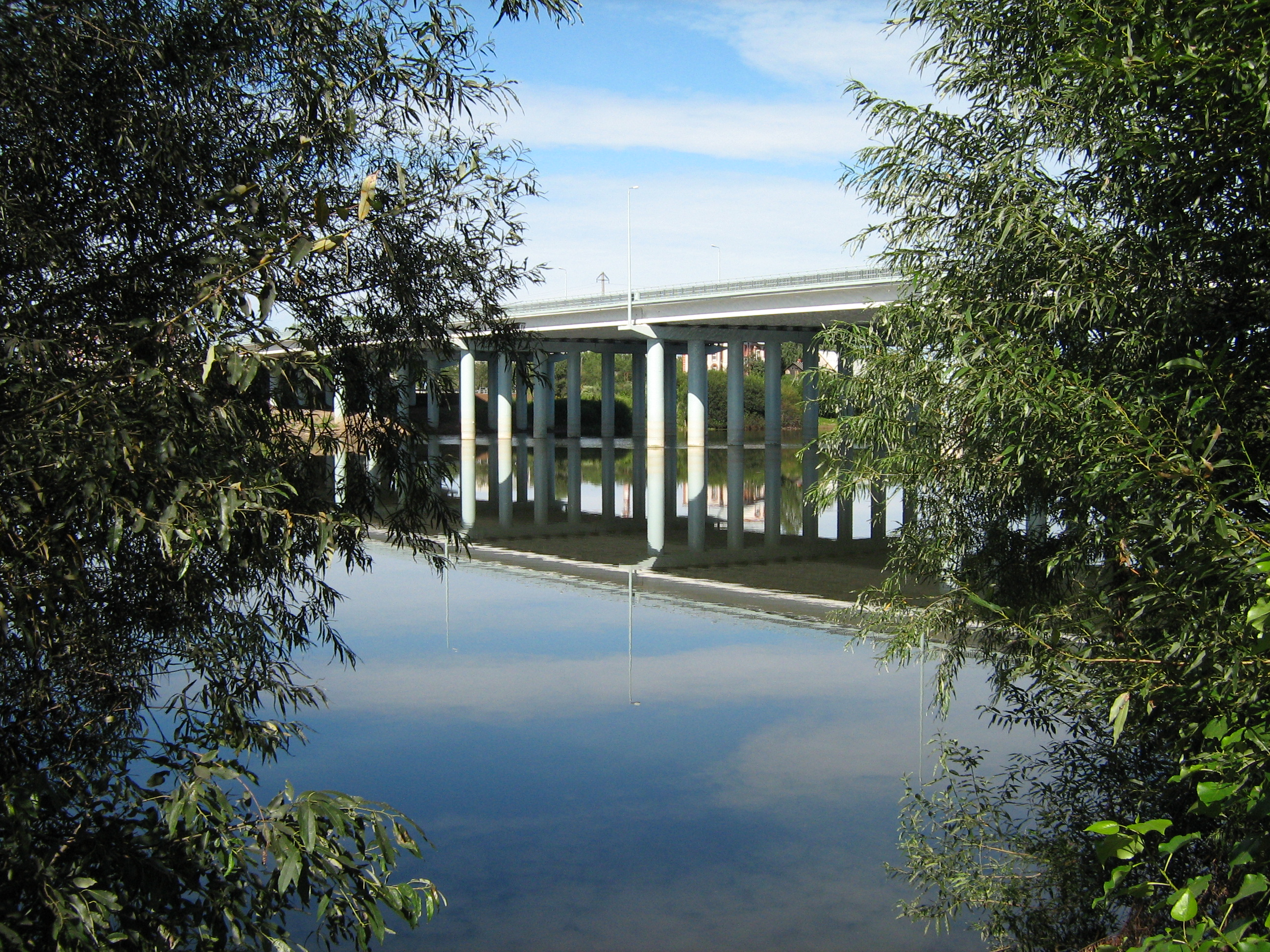
Zicht vanaf rechteroever